# Svea Tyndal
Svea Ingeborg Tyndal, ogift Liljedahl, född 2 januari 1907 i Hedvig Eleonora församling i Stockholm, död 29 oktober 1999 i Hedvig Eleonora församling i Stockholm, var en svensk tonsättare och kommendör i Frälsningsarmén.
Svea Tyndal gifte sig 1937 med kommendör Harry Tyndal (1909–1995). Makarna Tyndal var ledare för Frälsningsarmén i Danmark 1970–1973 och i Sverige 1973–1977. I samband med sin pension tog Svea Tyndal emot utmärkelsetecknet för 50 års aktiv tjänst som frälsningsofficer.
Före giftermålet var Svea Tyndal ledare för FA:s "Stabssångbrigad". Hon finns representerad i Frälsningsarméns sångbok 1990 (FA) med en tonsättning (nr 477a).
Makarna Tyndal är gravsatta på Norra begravningsplatsen utanför Stockholm.

## Sånger
- Vänd ditt ansikte till mig (FA nr 477a) tonsatt okänt årtal 
  - Samma melodi används ibland även till sången Klippa, du som brast för mig.